# Margreet Wijnstroom
Margreet Wijnstroom (Bloemendaal, 26 augustus 1922 – Haarlem, 1 oktober 2018) was een Nederlands detectiveschrijfster, hockeyspeelster en -bestuurder, en juriste.

## Biografie
Margreet Wijnstroom was erelid van Hockeyclub Bloemendaal en lid van de Kennemer Golf & Country Club. Ze was voorzitster van de vrouwenhockeyvereniging BDHC (tegenwoordig onderdeel van Hockeyclub Bloemendaal) en aanvoerster van het Nederlandse dameselftal. Ze speelde mee in 31 officiële interlands. Ook heeft zij de Koninklijke Nederlandse Hockey Bond in vele functies gediend. Ze was werkzaam in het bibliotheekwezen, in het begin als assistent-bibliothecaresse. Van 1958 tot 1970 was Wijnstroom algemeen secretaris van de Centrale Vereniging voor Openbare Bibliotheken en directeur van de Centrale Dienstverlening voor Openbare Bibliotheken. Van 1971 tot 1987 was zij secretaris-generaal van de International Federation of Library Associations (IFLA).
Haar verleden komt vaak terug in haar romans, zoals het bibliotheekwezen, de hockeywereld, haar woonomgeving in Kennemerland en Bloemendaal in het bijzonder. Veel personages komen in diverse boeken terug, bijvoorbeeld de oud-lerares Ali van Mourik.
Margreet Wijnstroom overleed in 2018 op 96-jarige leeftijd in haar woning in Haarlem.

## Romans
- 1990 - Steekspel in de bibliotheekarena
- 1995 - Misslag
- 1996 - Bloedig perkament
- 1998 - Familiespel
- 2000 - Bevroren in de Eeuw
- 2002 - Moord onder vrienden